# 남강댐

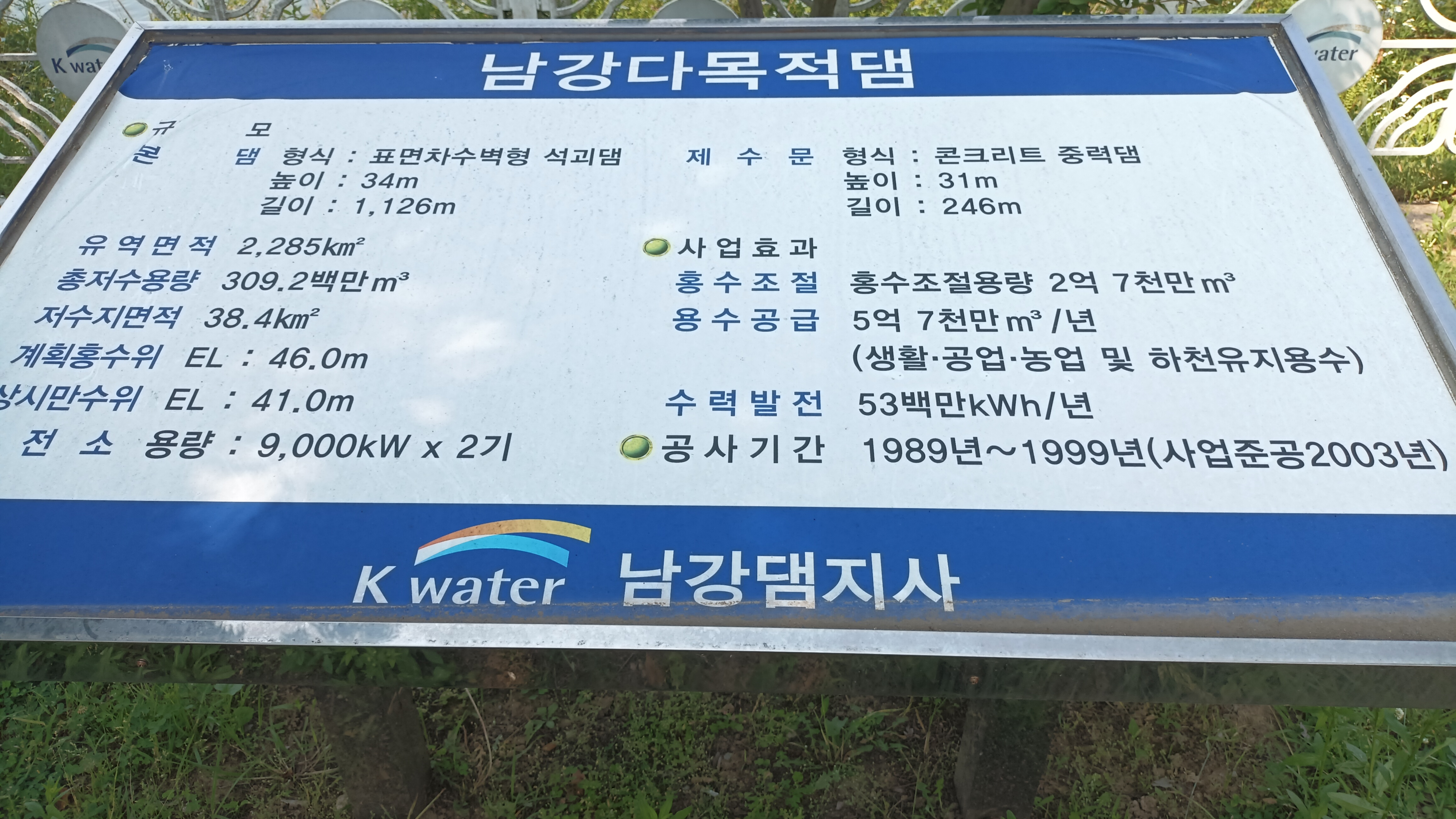
진주시 남강댐

남강댐(南江dam)은 경상남도 진주시 판문동과 내동면 삼계리 사이의 남강에 구축된 다목적 댐이다. 현재의 댐은 1934년 1차 공사, 1969년 10월 7일 3차 공사를 완료하고, 2001년에 댐을 보강하여 완성된 것이다. 남강댐의 건설로 인공호수인 진양호가 생성되었다.

## 시설 개요
- 하천명 : 지방1급 하천 남강 (낙동강 지류)
- 위치 : 경상남도 진주시 판문동

### 본댐
- 형식 : 콘크리트 표면차수벽형 석괴댐(CFRD)
- 길이 : 1,126m
- 높이 : 34m

### 저수지
- 명칭 : 진양호
- 총저수용량 :  309.2백만m3 (홍수조절용량 269.8백만m3)
- 저수면적 : 2,285백만m3

### 발전시설
- 발전용량 : 41.3GWh/년

### 사진 촬영 금지
남강다목적댐은 국가중요시설(통합방위법 제2조 제13호)로서 국가정보원, 국방부의 사전허가없이 비행 및 촬영할 수 없으며, 이를 위반할 경우 보안업무규정 제32조 및 항공안전법 제161조, 166조에 따라 처벌되오니 드론 무단비행 및 항공사진 촬영을 금지합니다. (불법행위 신고 : 055-760-1240)— K-water 남강댐지사장, 남강댐에 설치된 안내판